# Meaulne
Meaulne ist eine Ortschaft und eine ehemalige französische Gemeinde mit 772 Einwohnern (Stand 1. Januar 2022) im Département Allier in der Region Auvergne-Rhône-Alpes. Sie gehörte zum Arrondissement Montluçon und zum Kanton Bourbon-l’Archambault. Die Einwohner werden Meaulnois genannt.
Mit Wirkung vom 1. Januar 2017 wurden die früheren Gemeinden Meaulne und Vitray zu einer Commune nouvelle mit dem Namen Meaulne-Vitray zusammengelegt und haben in der neuen Gemeinde den Status einer Commune déléguée. Der Verwaltungssitz befindet sich im Ort Meaulne.

## Lage
Meaulne liegt etwa 22 Kilometer nördlich von Montluçon. Hier mündet die Aumance in den Cher.

## Bevölkerungsentwicklung
| Jahr                      | 1962 | 1968 | 1975 | 1982 | 1990 | 1999 | 2006 | 2013 |
| Einwohner                 | 882  | 918  | 885  | 823  | 808  | 759  | 771  | 774  |
| Quelle: Cassini und INSEE |      |      |      |      |      |      |      |      |

## Sehenswürdigkeiten
- Kirche Saint-Symphorien aus dem 17. Jahrhundert, Monument historique seit 1985
- Schloss Le Plaix aus dem 14./15. Jahrhundert, seit 1991 Monument historique
- Schloss Les Alliers aus dem 17. Jahrhundert

Siehe auch: Liste der Monuments historiques in Meaulne-Vitray